# کوشام
کوشام (به انگلیسی: Cosham) یک حومه شهر در بریتانیا است که در پورتسموث واقع شده‌است. کوشام ۱۳٬۸۳۰ نفر جمعیت دارد.